# Reggina Calcio 1996-1997
Questa voce raccoglie le informazioni riguardanti la Reggina Calcio nelle competizioni ufficiali della stagione 1996-1997.

## Stagione
Nella stagione 1996-1997 la Reggina è stata affidata all'allenatore Adriano Buffoni per lui un ritorno in amaranto, ma dopo una difficoltosa partenza, ai primi di novembre è stato sostituito da Vincenzo Guerini, il quale ha condotto la squadra amaranto alla salvezza. Chiudendo il campionato al decimo posto con 49 punti. Per la Reggina un girone di andata orrendo, chiuso con 18 punti al penultimo posto, ed un girone di ritorno di notevole valore, nel quale ha messo insieme 29 punti, mantenendo così la categoria senza affanni. Nonostante il piazzamento a metà classifica la squadra amaranto ha espresso il capocannoniere della Serie B, infatti con 24 reti Davide Dionigi ha vinto questa speciale classifica, dando lustro al torneo della Reggina. La compagine calabrese ha segnato in tutto quaranta reti, di queste ben ventiquattro realizzate dal centravanti modenese.
In Coppa Italia fuori al primo turno (1-0) per mano dell'Empoli. Il 29 maggio 1997 muore Oreste Granillo, dal 1960 al 1977 presidente della Reggina.

## Divise e sponsor

Il neoacquisto Davide Dionigi, capocannoniere del campionato di Serie B con 24 reti, qui in azione con la seconda divisa bianca della stagione.

Il fornitore tecnico è stato Asics, mentre lo sponsor ufficiale è stato Mauro Caffè.
| Casa | Trasferta |

## Rosa
| N. |                   | Ruolo | Calciatore           |
| -- | ----------------- | ----- | -------------------- |
| 1  | Italia (bandiera) | P     | Alessio Scarpi       |
| 2  | Italia (bandiera) | D     | Vincenzo Montalbano  |
| 3  | Italia (bandiera) | C     | Maurizio Poli        |
| 5  | Italia (bandiera) | D     | Ugo Napolitano       |
| 6  | Italia (bandiera) | D     | Maurizio Marin       |
| 6  | Italia (bandiera) | D     | Cristian Trapella    |
| 7  | Italia (bandiera) | C     | Domenico Toscano     |
| 8  | Italia (bandiera) | C     | Marco Sesia          |
| 9  | Italia (bandiera) | C     | Rubens Pasino        |
| 10 | Italia (bandiera) | A     | Davide Dionigi       |
| 11 | Italia (bandiera) | A     | Francesco Marino     |
| 12 | Italia (bandiera) | P     | Luigi Simoni         |
| 14 | Italia (bandiera) | D     | Simone Giacchetta    |
| 15 | Italia (bandiera) | C     | Pasquale De Vincenzo |

| N. |                   | Ruolo | Calciatore         |
| -- | ----------------- | ----- | ------------------ |
| 16 | Italia (bandiera) | D     | Alessandro Sbrizzo |
| 17 | Italia (bandiera) | C     | Antonio Bitetti    |
| 19 | Italia (bandiera) | A     | Alex Visentin      |
| 20 | Italia (bandiera) | C     | Cristian Mauro     |
| 21 | Italia (bandiera) | D     | Nicolò Napoli      |
| 22 | Italia (bandiera) | P     | Emanuele Belardi   |
| 23 | Italia (bandiera) | D     | Gianluca Atzori    |
| 26 | Italia (bandiera) | C     | Agostino Iacobelli |
| 20 | Italia (bandiera) | C     | Simone Perrotta    |
| 29 | Italia (bandiera) | A     | Antonio Criniti    |
|    | Italia (bandiera) | C     | Giuseppe Morfù     |
|    | Italia (bandiera) | P     | Agostino Di Dio    |
|    | Italia (bandiera) | D     | Daniele Lasalandra |
|    | Italia (bandiera) | D     | Maurizio Peccarisi |

## Risultati

### Serie B

#### Girone di andata
| Arbitro: | Preschern (Mestre) |

|             |           |                     |
| Dionigi 20’ | Marcatori | 9’, 57’ F. Palmieri |

| Arbitro: | Gronda (Genova) |

|                             |           |             |
| Hubner 13’, 23’ Agostini 0’ | Marcatori | 17’ Dionigi |

| Arbitro: | Rossi (Ciampino) |

|                   |           |                                             |
| Visentin 65’, 90’ | Marcatori | 3’ Di Giannatale 69’ Gelsi 70’ F. Giampaolo |

| Arbitro: | Ercolino (Cassino) |

|          |           |             |
| Doll 24’ | Marcatori | 49’ Dionigi |

| Arbitro: | Nicchi (Arezzo) |

|             |           |                 |
| Dionigi 11’ | Marcatori | 65’ C. Bellucci |

| Arbitro: | Nucini (Bergamo) |

|                    |           |  |
| Manzo 54’ Paci 69’ | Marcatori |  |

| Reggio Calabria 20 ottobre 1996, ore 15:00 7ª giornata | Reggina          | 0 – 0 | Genoa | Stadio Comunale (7000 spett.)\| Arbitro: \| Bazzoli (Merano) \| |
| Arbitro:                                               | Bazzoli (Merano) |       |       |                                                                 |

| Cosenza 27 ottobre 1996, ore 15:00 8ª giornata | Cosenza         | 0 – 0 | Reggina | Stadio San Vito (5000 spett.)\| Arbitro: \| Boggi (Salerno) \| |
| Arbitro:                                       | Boggi (Salerno) |       |         |                                                                |

| Arbitro: | Branzoni (Pavia) |

|             |           |               |
| Dionigi 39’ | Marcatori | 60’ Buonocore |

| Arbitro: | Rodomonti (Teramo) |

|               |           |                      |
| Lucarelli 11’ | Marcatori | 18’ (aut.) Bianchini |

| Arbitro: | Piretti (Ravenna) |

|           |           |  |
| Marino 3’ | Marcatori |  |

| Arbitro: | Serena (Bassano del Grappa) |

|               |           |  |
| Zanchetta 81’ | Marcatori |  |

| Arbitro: | Gronda (Genova) |

|            |           |  |
| Pasino 13’ | Marcatori |  |

| Arbitro: | Lana (Torino) |

|            |           |             |
| Saurini 9’ | Marcatori | 73’ Dionigi |

| Arbitro: | Nucini (Bergamo) |

|             |           |             |
| Dionigi 40’ | Marcatori | 61’ Zamboni |

| Arbitro: | Gambino (Barletta) |

|                             |           |                                |
| Ferrante 46’, 62’, 75’, 82’ | Marcatori | 67’ Dionigi 77’ (aut.) Mezzano |

| Arbitro: | Dagnello (Trieste) |

|             |           |  |
| Dionigi 13’ | Marcatori |  |

| Arbitro: | Pin (Conegliano) |

|                 |           |  |
| Campolonghi 22’ | Marcatori |  |

| Arbitro: | Serena (Bassano del Grappa) |

|                       |           |  |
| Dionigi 25’, 74’, 77’ | Marcatori |  |

#### Girone di ritorno
| Arbitro: | Branzoni (Pavia) |

|               |           |                  |
| Francioso 11’ | Marcatori | 14’, 40’ Dionigi |

| Arbitro: | Nicchi (Arezzo) |

|  |           |            |
|  | Marcatori | 71’ Aloisi |

| Arbitro: | Piretti (Ravenna) |

|                                 |           |  |
| F. Giampaolo 72’, 74’ Gelsi 80’ | Marcatori |  |

| Arbitro: | Pellegrino (Barcellona Pozzo di Gotto) |

|                                 |           |                       |
| Ripa 57’ (aut.) De Vincenzo 90’ | Marcatori | 17’ Doll 56’ Guerrero |

| Arbitro: | Gronda (Genova) |

|              |           |  |
| Brioschi 77’ | Marcatori |  |

| Arbitro: | Beschin (Legnago) |

|                                                    |           |                                 |
| Giacchetta 38’ Pasino 44’ Visentin 68’ Dionigi 83’ | Marcatori | 13’ Guzzo 89’ (aut.) Montalbano |

| Arbitro: | Sirotti (Forlì) |

|              |           |                       |
| Masolini 45’ | Marcatori | 26’ Dionigi 89’ Sesia |

| Arbitro: | Borriello (Mantova) |

|                    |           |  |
| Dionigi 73’ (rig.) | Marcatori |  |

| Ravenna 6 aprile 1997, ore 15:00 28ª giornata | Ravenna            | 0 – 0 | Reggina | Stadio Bruno Benelli (2000 spett.)\| Arbitro: \| Dagnello (Trieste) \| |
| Arbitro:                                      | Dagnello (Trieste) |       |         |                                                                        |

| Arbitro: | Lana (Torino) |

|             |           |  |
| Criniti 35’ | Marcatori |  |

| Arbitro: | Gambino (Barletta) |

|             |           |  |
| Spinesi 45’ | Marcatori |  |

| Arbitro: | Nucini (Bergamo) |

|  |           |                                  |
|  | Marcatori | 49’, 63’ Di Michele 89’ Chianese |

| Arbitro: | Racalbuto (Gallarate) |

|               |           |  |
| Cappellini 9’ | Marcatori |  |

| Reggio Calabria 11 maggio 1997, ore 15:00 33ª giornata | Reggina              | 0 – 0 | Palermo | Stadio Comunale (5000 spett.)\| Arbitro: \| Trentalange (Torino) \| |
| Arbitro:                                               | Trentalange (Torino) |       |         |                                                                     |

| Arbitro: | Nicchi (Arezzo) |

|                 |           |          |
| Ghirardello 90’ | Marcatori | 8’ Sesia |

| Arbitro: | Borriello (Mantova) |

|                  |           |           |
| Dionigi 34’, 42’ | Marcatori | 45’ Rocco |

| Arbitro: | Ercolino (Cassino) |

|               |           |                                       |
| Mirabelli 42’ | Marcatori | 25’, 73’ Dionigi 34’ (aut.) Dall'Igna |

| Arbitro: | Rodomonti (Teramo) |

|             |           |          |
| Dionigi 18’ | Marcatori | 20’ Neri |

| Arbitro: | Pin (Conegliano) |

|               |           |                                           |
| Artistico 26’ | Marcatori | 19’, 46’ (rig.) Dionigi 68’ (aut.) Cudini |

### Coppa Italia

#### Fase a eliminazione diretta
| Arbitro: | Pin (Conegliano) |

|                |           |  |
| Cappellini 90’ | Marcatori |  |

## Statistiche

### Statistiche dei giocatori
| Giocatore      | Serie B  | Serie B | Serie B     | Serie B    | Coppa Italia | Coppa Italia | Coppa Italia | Coppa Italia | Totale   | Totale | Totale      | Totale     |
| Giocatore      | Presenze | Reti    | Ammonizioni | Espulsioni | Presenze     | Reti         | Ammonizioni  | Espulsioni   | Presenze | Reti   | Ammonizioni | Espulsioni |
| -------------- | -------- | ------- | ----------- | ---------- | ------------ | ------------ | ------------ | ------------ | -------- | ------ | ----------- | ---------- |
| L. Simoni      | 3        | -8      | -           | 0          | 0            | 0            | 0            | 0            | 3        | -8     | 0           | 0          |
| V. Montalbano  | 29       | 0       | -           | 0          | 1            | 0            | 0            | 0            | 30       | 0      | 0           | 0          |
| G. Atzori      | 24       | 0       | -           | 0          | 0            | 0            | 0            | 0            | 24       | 0      | 0           | 0          |
| M. Poli        | 32       | 0       | -           | 0          | 1            | 0            | 0            | 0            | 33       | 0      | 0           | 0          |
| D. Toscano     | 7        | 0       | -           | 0          | 0            | 0            | 0            | 0            | 7        | 0      | 0           | 0          |
| S. Giacchetta  | 35       | 1       | -           | 0          | 1            | 0            | 0            | 0            | 36       | 1      | 0           | 0          |
| D. Dionigi     | 37       | 24      | -           | 0          | 1            | 0            | 0            | 0            | 38       | 24     | 0           | 0          |
| A. Criniti     | 19       | 1       | -           | 0          | 0            | 0            | 0            | 0            | 19       | 1      | 0           | 0          |
| R. Pasino      | 34       | 2       | -           | 0          | 1            | 1            | 0            | 0            | 35       | 3      | 0           | 0          |
| A. Visentin    | 30       | 3       | -           | 0          | 1            | 0            | 0            | 0            | 31       | 3      | 0           | 0          |
| C. Mauro       | 5        | 0       | -           | 0          | 0            | 0            | 0            | 0            | 5        | 0      | 0           | 0          |
| C. Trapella    | 9        | 0       | -           | 0          | 1            | 0            | 0            | 0            | 10       | 0      | 0           | 0          |
| N. Napoli      | 29       | 0       | -           | 0          | 1            | 0            | 0            | 0            | 30       | 0      | 0           | 0          |
| P. De Vincenzo | 35       | 1       | -           | 0          | 1            | 0            | 0            | 0            | 36       | 1      | 0           | 0          |
| S. Perrotta    | 29       | 0       | -           | 0          | 1            | 0            | 0            | 0            | 30       | 0      | 0           | 0          |
| A. Bitetti     | 30       | 0       | -           | 0          | 1            | 0            | 0            | 0            | 31       | 0      | 0           | 0          |
| A. Scarpi      | 32       | -32     | -           | 0          | 1            | -1           | 0            | 0            | 33       | -33    | 0           | 0          |
| E. Belardi     | 3        | -2      | -           | 0          | 0            | 0            | 0            | 0            | 3        | -2     | 0           | 0          |
| A. Sbrizzo     | 15       | 0       | -           | 0          | 0            | 0            | 0            | 0            | 15       | 0      | 0           | 0          |
| U. Napolitano  | 30       | 0       | -           | 0          | 1            | 0            | 0            | 0            | 31       | 0      | 0           | 0          |
| M. Sesia       | 20       | 2       | -           | 0          | 0            | 0            | 0            | 0            | 20       | 2      | 0           | 0          |
| A. Iacobelli   | 4        | 0       | -           | 0          | 0            | 0            | 0            | 0            | 4        | 0      | 0           | 0          |
| M. Peccarisi   | 0        | 0       | -           | 0          | 0            | 0            | 0            | 0            | 0        | 0      | 0           | 0          |
| G. Morfù       | 1        | 0       | -           | 0          | 0            | 0            | 0            | 0            | 1        | 0      | 0           | 0          |
| F. Marino      | 28       | 1       | -           | 0          | 1            | 0            | 0            | 0            | 29       | 1      | 0           | 0          |
| M. Marin       | 1        | 0       | -           | 0          | 1            | 0            | 0            | 0            | 2        | 0      | 0           | 0          |